# Viceré di Navarra
I viceré di Navarra erano i reggenti del governo della Navarra in luogo dei re spagnoli dal 1512 al 1839.

## Lista dei viceré spagnoli di Navarra

### Periodo asburgico (1512-1699)
- 1512 - Diego Fernández de Córdoba y Arellano, I marchese di Comares
- 1515 - Fadrique de Acuña, conte di Buendía
- 1516 - Antonio Manrique de Lara, II duca di Nájera
- 1521 - Francisco de Zúñiga y Avellaneda y Velasco, III conte di Miranda del Castañar
- 1524 - Diego de Avellaneda, vescovo di Tui
- 1527 - Martín Alfonso de Córdoba y Velasco, I conte di Alcaudete
- 1534 - Diego Hurtado de Mendoza, I marchese di Cañete
- 1542 - Juan de Vega, signore di Grajal
- 1543 - Luis Hurtado de Mendoza y Pacheco, II marchese di Mondéjar
- 1546 - Alvaro Gómez Manrique de Mendoza, IV conte di Castrogeriz
- 1547 - Luis de Velasco, III signore di Salinas de Pisuerga
- 1549 - Bernardino de Cárdenas y Pacheco, II duca di Maqueda
- 1552 - Beltrán de la Cueva, III duca di Alburquerque
- 1560 - Gabriel de la Cueva, V duca di Alburquerque
- 1564 - Alfonso de Córdoba y Velasco, II conte di Alcaudete
- 1565 - José de Guevara y Tovar, signore di Escalante
- 1567 - Juan de la Cerda y Silva, IV duca di Medinaceli
- 1572 - Vespasiano Gonzaga y Colonna, principe di Sabbioneta
- 1575 - Sancho Martínez de Leiva y Ladrón de Guevara, signore di Leiva
- 1579 - Francisco Hurtado de Mendoza y Fajardo, I marchese de Almazán
- 1589 - José Martín de Córdoba y Velasco, II marchese di Cortes
- 1595 - Juan de Cardona y Requesens, barone di Sant Boi
- 1610 - Alonso Idiáquez de Butrón, I duca di Ciudad Real
- 1618 - Felipe Ramírez de Arellano y Zúñiga, VII conte di Aguilar de Inestrillas
- 1620 - Juan de Mendoza y Velasco, marchese di Hinojosa
- 1623 - Bernardino González de Avellaneda, I marchese di Castrillo
- 1629 - Fernando Girón de Salcedo y Briviesca, I marchese di Sofraga
- 1629 - Juan Claros de Guzmán, II marchese di Fuentes
- 1631 - Luis Bravo de Acuña
- 1634 - Francisco González de Andía Irarrazábal y Zárate, I marchese di Valparaíso
- 1637 - Fernando de Andrade y Sotomayor, arcivescovo di Burgos
- 1638 - Pedro Fajardo de Zúñiga y Requeséns, V marchese di los Vélez
- 1640 - Francesco Maria Carafa, duca di Nochera
- 1641 - Enrique Enríquez Pimentel y Guzmán, V marchese di Távara
- 1642 - Sebastián Suárez de Mendoza y Bazán, VIII conte di La Coruña
- 1643 - Duarte Fernando Álvarez de Toledo, VII conte di Oropesa
- 1646 - Andrea Cantelmo, duca di Popoli
- 1647 - Luis de Guzmán Ponce de Leon, IV conte di Villaverde
- 1649 - Diego López Pacheco Cabrera y Bobadilla, VII duca di Escalona
- 1653 - Diego de Benavides y de la Cueva, VIII conte di Santisteban
- 1661 - Antonio Álvarez de Toledo y Enríquez de Ribera, VII duca di Alba de Tormes
- 1662 - Antonio Pedro Sancho Dávila y Osorio, X marchese di Astorga
- 1664 - Francesco Tuttavilla, duca di San Germano e di Sassone
- 1667 - Diego Caballero de Illescas y Cabeza de Vaca
- 1671 : Alessandro Farnese, duca di Parma
- 1676 - Antonio López de Ayala y Velasco, IX conte di Fuensalida
- 1681 - Íñigo de Velandia Arce y Arellano, I marchese di Tejada de San Llorente
- 1684 - Diego Messía Felípez de Guzmán y Dávila, III marchese di Leganés
- 1684 - Enrique de Benavides de la Cueva y Bazán, VIII conte di Chinchón
- 1685 - Ernesto Alejandro Domingo de Croy Ligne, principe di Chimay
- 1686 - Alexandre de Bournonville, II duca di Bournonville
- 1691 - Juan Manuel Fernández Pacheco, VIII duca di Escalona
- 1692 - Baltasar de Zúñiga y Guzmán, I duca di Arión
- 1697 - Jean de Watteville, II marchese di Conflans
- 1698 - Pedro Álvarez de Vega y Bracamonte, V conte di Grajal de Campos
- 1699 - Domingo Pignatelli y Vaaz, I marchese di San Vicente

### Periodo borbonico (1702-1808)
- 1702 - Luis Francisco de Benavides y Aragón, IV marchese di Solera
- 1706 - Ferdinando Moncada Gaetani, duca di San Giovanni
- 1706 - Alberto Octavio Tserclaes de Tilly
- 1709 - Ferdinando Moncada Gaetani, duca di San Giovanni
- 1712 - Pedro Nuño Colón de Portugal y Ayala, VIII duca di Veragua
- 1713 - Tommaso d'Aquino, principe di Castiglione
- 1722 - Gonzalo Chacón de Orellana y Mendoza
- 1723 - Cristóbal de Moscoso y Montemayor, conte di Las Torres
- 1739 - Antonio Pedro Nolasco de Lanzós y Taboada, VII conte di Maceda
- 1749 - Jean Thierry du Mont, conte di Gages
- 1754 - Manuel de Sada y Antillón, gran capellano di Amposta
- 1760 - Juan Francisco de Güemes y Horcasitas, I conte di Revillagigedo
- 1760 - Luis Carlos González de Albelda y Cayro, I marchese del Cairo
- 1765 - Honorato Ignacio de Glimes de Brabante y de Anneux, IV conte di Glimes
- 1765 - Ambrosio de Funes Villalpando, conte di Ricla
- 1768 - Alonso Vicente de Solís y Folch de Cardona, IV duca di Montellano
- 1773 - Francisco de Paula Bucareli y Ursúa
- 1780 - Manuel Azlor y Urriés
- 1788 - Martín Antonio Álvarez de Sotomayor y Soto-Flores
- 1795 - Paolo di Sangro, II principe di Castelfranco[1]
- 1796 - Joaquín de Fonsdeviela y Ondeano
- 1798 - Jerónimo Morejón Girón y Moctezuma, III marchese di Las Amarillas
- 1807 - Francisco de Carvajal Vargas, duca di San Carlos[Fonti riportano informazioni contraddittorie]
- 1807 - Leopoldo de Gregorio Paternò, marchese di Vallesantoro
- 1808 - Francisco Xavier de Negrete y Adorno, IV conte di Campo de Alange
- 1808 - Luis Antonio de Berton des Balbes y Román, II duca di Mahón

### Periodo della Restaurazione (1814-1839)
- 1814 - José Manuel de Ezpeleta, I conte di Ezpeleta de Beire
- 1820-1822 - carica abolita per il Triennio liberale spagnolo
- 1823 - Luis Rebolledo de Palafox y Melzi, IV marchese di Lazán
- 1824 - Juan Ruiz de Apodaca, I conte di Venadito
- 1826 - Prudencio de Guadalfajara y Aguilera, II conte di Castroterreño
- 1830 - Manuel Llauder y Camín, I marchese di Valle de Rivas
- 1832 - Antonio Solá de Figueras

### Periodo carlista (1834-1839)
- 1834 - Pedro Sarsfield y Waters, I conte di Sarsfield
- 1834 - Jerónimo Valdés y Sierra
- 1834 - Vicente Genaro de Quesada
- 1834 - José Ramón Rodil y Campillo, I marchese di Rodil
- 1834 - Francisco Espoz y Mina
- 1834 - Manuel Lorenzo
- 1835 - Luis Fernández de Córdova
- 1835 - Jerónimo Valdés y Sierra
- 1835 - Ramón de Meer y Kindelán, barone di Meer
- 1835 - Pedro Sarsfield, conte di Sarsfield
- 1836 - Ramón de Meer y Kindelán, barone di Meer
- 1836 - Pedro Sarsfield, I conte di Sarsfield
- 1836 - Francisco Cabrera
- 1836 - Baldomero Espartero, principe di Vergara
- 1836 - Joaquín Ezpeleta Enrile
- 1837 - Martín José Iriarte
- 1837 - Manuel Latre
- 1838 - Isidro de Alaix Fábregas
- 1838 - Diego de León, conte di Belascoáin
- 1839 - Felipe Rivero y Lemoine